# Gordon (rivier in West-Australië)
De Gordon is een rivier in de regio Great Southern in West-Australië.

## Geschiedenis
De Gordon kreeg haar naam tijdens een expeditie van Perth naar Albany in 1835, onder leiding van landmeter-generaal John Septimus Roe. Hij vernoemde de rivier naar George Hamilton-Gordon, de vierde graaf van Aberdeen, de latere Eerste Minister van het Verenigd Koninkrijk.

## Geografie
De Gordon ontspringt onder Three Wells nabij Broomehill. Tot Tambellup stroomt de rivier in zuidoostelijke richting, parallel met de Great Southern Highway. Daarna buigt ze af naar het westen en kruist de Albany Highway ten noorden van Cranbrook. De Gordon mondt uit in de Frankland waarvan ze een zijrivier is.
De rivier stroomt door een aantal waterpoelen:
- Kylobunup Pool (267m)
- Boyacup Pool (225m)
- Poolyup Pool (216m)
- Ballingup Pool (214m)
- Balbalingup Pool (211m)

Ze wordt gevoed door vier waterlopen:
- Wadjekanup River (268m)
- Slab Hut Gully (225m)
- Uannup Brook (217m)
- Cowenup Brook (213m)